# Lauru Fadoro
Lauru Fadoro is een bestuurslaag in het regentschap Nias Utara van de provincie Noord-Sumatra, Indonesië. Lauru Fadoro telt 2684 inwoners (volkstelling 2010).